# 京城府
京城府（日语：／ Keijōfu */?，：／ Gyeongseongbu */?）是日屬朝鮮的行政中心，朝鮮總督府設於此處辦公，其轄區相當於現在的首爾特別市。

## 歷史
其前身是朝鮮王朝的首都漢城府，1910年（明治43年）日韓合併後改為「京城府」。「府」在這里相當於日本内地的「市」。行政首長稱呼沿用漢城府時期的府尹。
1945年日本二戰投降之後，一度繼續使用京城這個名字。1946年10月18日，改為「漢城特别自由市（서울특별자유시）」，1948年改為「漢城特別市（서울특별시）」。首尔（서울）是韩国首尔市廳自2005年起對中文圈使用的中文市名，原文名稱自1948年改制特別市以来一直没有改名，是朝鲜半岛历史上唯一没有汉字名的首都。
日语和中文类似，也使用了很久的“京城”这个日本旧称来继续称呼这座城市，直到1960年代（尤其是1965年日韩关系正常化后），才开始使用“首尔”来称呼（ソウル）。

## 行政區劃沿革
- 1911年4月11日設置五部八面。京城城內繼承漢城府的五部（東部、南部、西部、北部、中部），城外分為龍山面、西江面、崇仁面、豆毛面、仁昌面、恩平面、延禧面、漢芝面。
- 1914年龍山面、崇仁面、仁昌面、漢芝面、豆毛面的各一部分併入京城府，其他城外區域併入高陽郡。
- 同年4月1日，根據《京畿道告示第七號》，廢除五部八面制與漢城府時代延續而來的坊契洞制度，改為京城府直轄的186個洞與町。[3]
- 1936年，隨著都市化的推進，將高陽郡龍江面、延禧面、崇仁面的各一部份，始興郡北面、永登浦邑、東面的各一部份，以及金浦郡陽東面以及的各一部份併入京城府，京城府面積因此擴大四倍（133.94平方公里）。[4]
- 1944年11月1日從西大門區與龍山區的各分離一部份，新設麻浦區，終戰前維持以下編制不變。
  - 永登浦區（영등포구）
  - 城東区（성동구）
  - 鍾路區（종로구）
  - 西大門區（서대문구）
  - 中區（중구）
  - 東大門區（동대문구）
  - 龍山区（용산구）
  - 麻浦區（마포구）

## 京城府尹
| 任次 | 肖像 | 姓名 (生–卒)           | 在任時間       | 在任時間       | 備註 |
| ---- | ---- | ---------------------- | -------------- | -------------- | ---- |
| 1    |      | 大庭寛一 (1865–1916)   | 1910年10月1日  | 1912年4月1日   |      |
| 2    |      | 金谷充 (1858–？)       | 1912年4月1日   | 1919年12月4日  |      |
| 3    |      | 齋藤禮三 (1874–？)     | 1919年12月4日  | 1921年8月5日   |      |
| 4    |      | 吉松憲郎 (1881–？)     | 1921年8月5日   | 1923年2月24日  |      |
| 5    |      | 谷多喜磨 (1884–1952)   | 1923年2月24日  | 1925年6月15日  |      |
| 6    |      | 馬野精一 (1884–？)     | 1925年6月15日  | 1929年1月21日  |      |
| 7    |      | 松井房治郎 (1881–1937) | 1929年1月21日  | 1929年12月11日 |      |
| 8    |      | 關水武 (1883–1939)     | 1929年12月11日 | 1930年12月12日 |      |
| 9    |      | 安藤袈裟一 (1881–1931) | 1930年12月12日 | 1931年9月23日  |      |
| 10   |      | 井上清 (1885–？)       | 1931年9月23日  | 1933年12月5日  |      |
| 11   |      | 伊達四雄 (1886–？)     | 1933年12月5日  | 1936年5月21日  |      |
| 12   |      | 甘蔗義邦 (1891–？)     | 1936年5月21日  | 1937年7月3日   |      |
| 13   |      | 佐伯顯 (1893–？)       | 1937年7月3日   | 1938年11月9日  |      |
| 14   |      | 高橋敏 (1897–？)       | 1938年11月9日  | 1941年1月24日  |      |
| 15   |      | 矢野桃郎 (1893–？)     | 1941年1月24日  | 1942年5月22日  |      |
| 16   |      | 古市進 (1898–1963)     | 1942年5月22日  | 1945年5月2日   |      |
| 17   |      | 生田清三郎 (1884–1953) | 1945年5月2日   | 1945年6月16日  |      |
| 18   |      | 辻桂五 (？–？)         | 1945年6月16日  | 1945年8月16日  |      |

### 附註
1. ↑  原咸鏡南道內務部長。
2. ↑  原忠清北道第一部長。
3. ↑  改任咸鏡北道知事。
4. ↑  原仁川府尹。
5. ↑  原江原道内務部長。
6. ↑  改任平安北道知事。
7. ↑  原京畿道警察部長。
8. ↑  改任咸鏡南道知事。
9. ↑  原京畿道內務部長。
10. ↑  改任咸鏡南道知事。
11. ↑  原京畿道內務部長。
12. ↑  改任咸鏡南道知事。
13. ↑  原全羅北道內務部長。
14. ↑  改任咸鏡北道知事
15. ↑  改任遞信局（日语：朝鮮総督府逓信局）長。
16. ↑  原慶尚北道內務部長。
17. ↑  改任慶尚北道知事。
18. ↑  原平壤稅務監督局長。
19. ↑  改任京畿道知事。
20. ↑  原京畿道內務部長。
21. ↑  原平壤府尹。
22. ↑  原京畿道內務部長。
23. ↑  改任京畿道知事。
24. ↑  原副府尹。

## 觀光名勝
- 南大門
- 朝鮮神宮
- 漢陽公園/南山公園/倭城臺
- 恩賜科學館（位於今首爾動畫中心）
- 博文寺（位於今新羅酒店）
- 昌慶苑
- 秘苑
- 經學院
- 朝鮮總督府廳舍
- 景福宮
- 德壽宮
- 德壽宮美術館
- 本町通

## 備考
關東大地震後，一度出現將日本首都由東京遷往京城府的「京城遷都論」。（页面存档备份，存于）

## 圖集

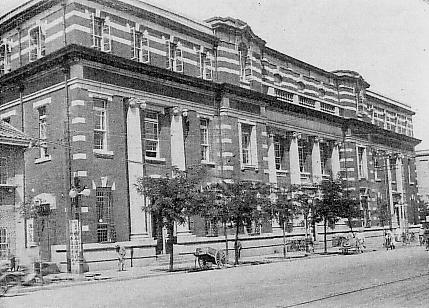
朝鮮殖産銀行本店
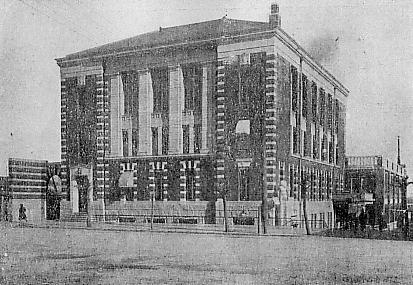
京城日報社屋
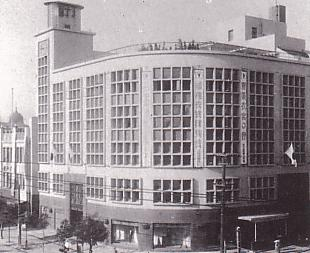
丁子屋百貨店
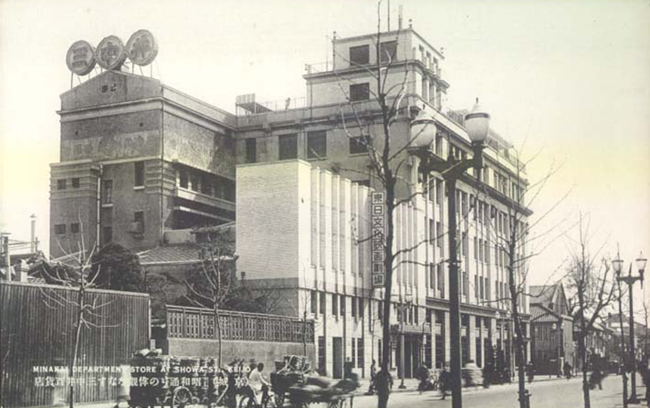
三中井百貨店
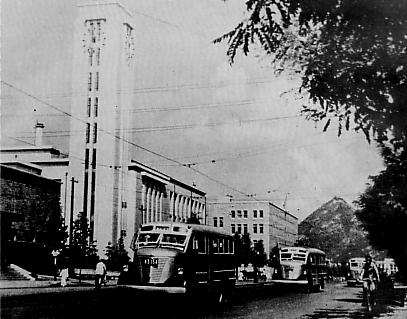
京城府民館
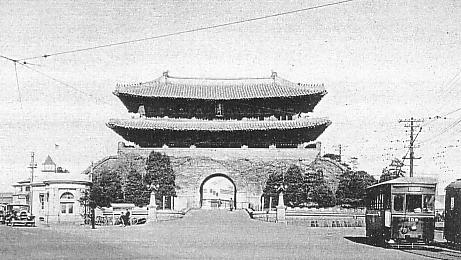
南大門
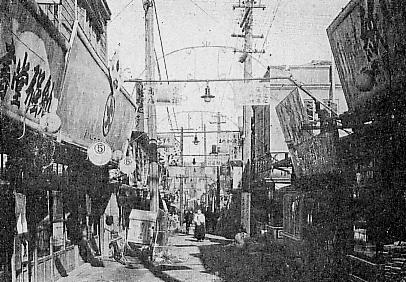
明治町（明洞）
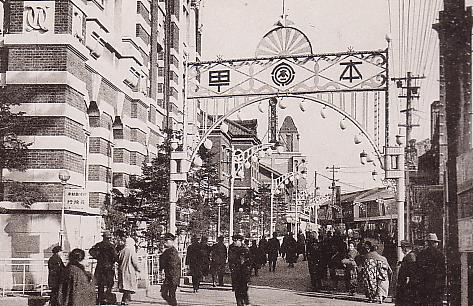
本町（忠武路）
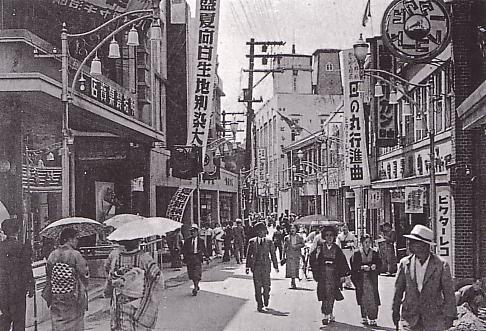
本町（忠武路）
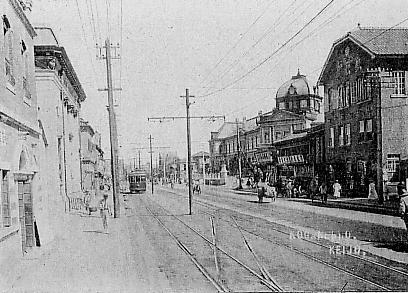
黄金町（乙支路）
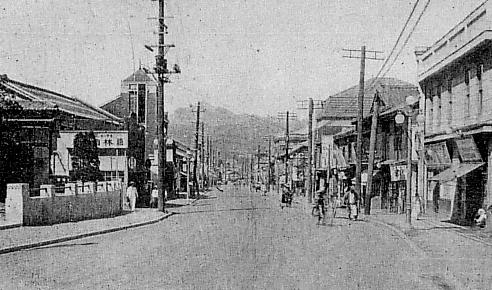
永樂町（苧洞）
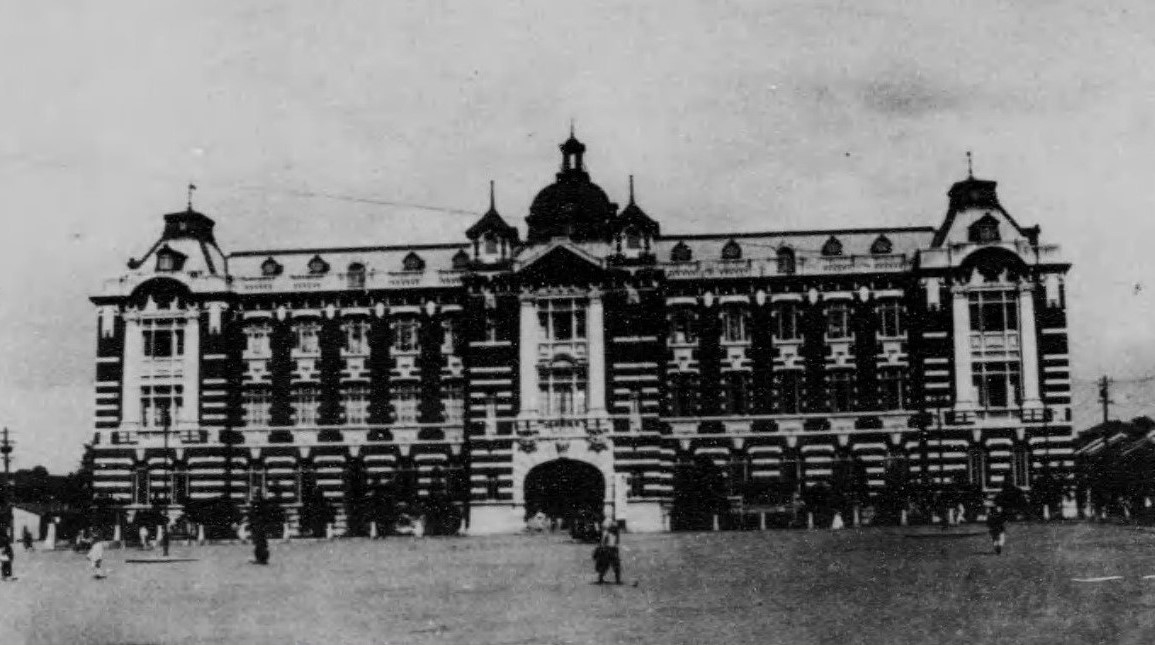
京城郵便局
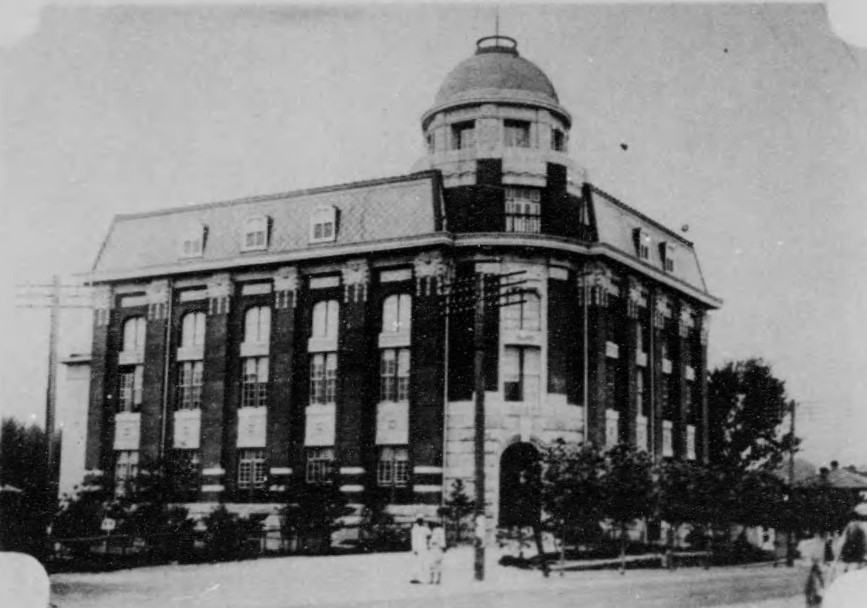
京城公民館
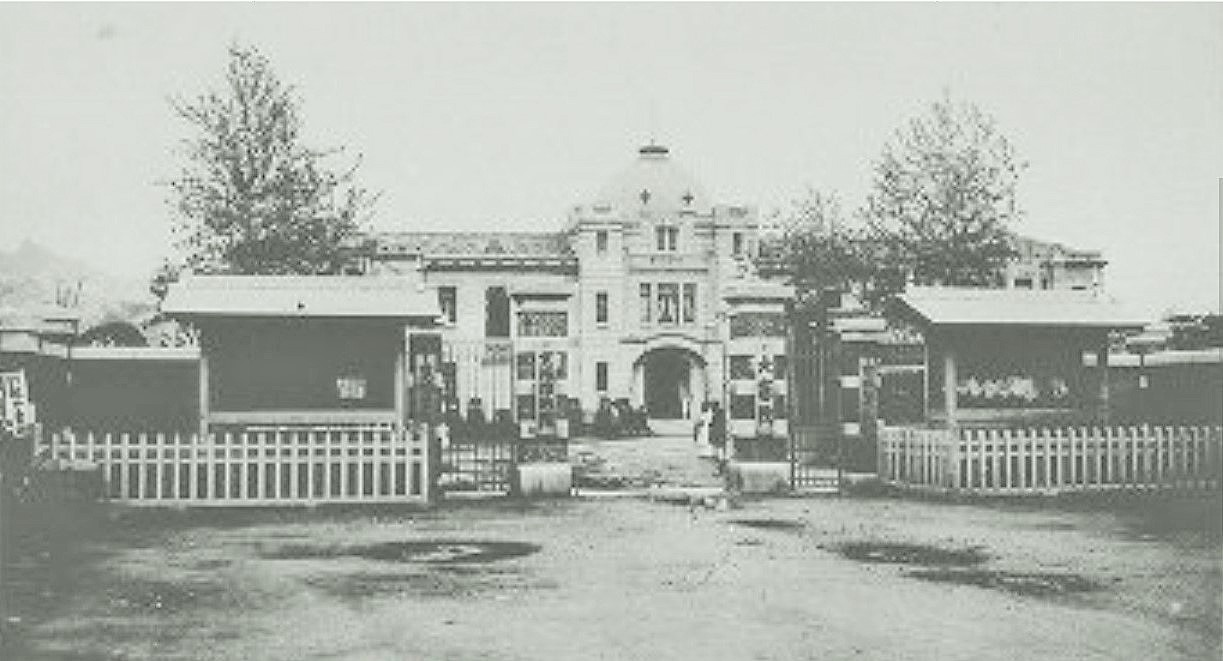
高等法院轄下的京城地方裁判所